# Lijst van rijksmonumenten in Den Haag/Nieuwe Uitleg
Een overzicht van de 24 rijksmonumenten in de stad Den Haag gelegen aan de Nieuwe Uitleg.
| Object                                                                                    | Oorspronkelijke functie? | Bouwjaar               | Architect | Locatie                                     | Coördinaten?                | Nr.?  | Afbeelding                                                                                |
| ----------------------------------------------------------------------------------------- | ------------------------ | ---------------------- | --------- | ------------------------------------------- | --------------------------- | ----- | ----------------------------------------------------------------------------------------- |
| Malibrug                                                                                  | Brug                     | 18e eeuw               |           | Boogbrug tussen Smidswater en Nieuwe Uitleg | 52° 5' 5" NB, 4° 18' 52" OL | 17804 | Meer afbeeldingen                                                                         |
| Pand voorzien van gevel met kroonlijst op gesneden consoles, deuromlijsting met pilasters | Woonhuis                 | tweede helft 18e eeuw  |           | Nieuwe Uitleg 10                            | 52° 5' 2" NB, 4° 18' 55" OL | 17805 | Pand voorzien van gevel met kroonlijst op gesneden consoles, deuromlijsting met pilasters |
| Pand voorzien van gevel met kroonlijst op gesneden consoles, deuromlijsting met pilasters | Woonhuis                 | tweede helft 18e eeuw  |           | Nieuwe Uitleg 11                            | 52° 5' 3" NB, 4° 18' 55" OL | 17806 | Meer afbeeldingen                                                                         |
| Pand voorzien van gevel en versierde ingangspartij                                        | Woonhuis                 | tweede helft 18e eeuw  |           | Nieuwe Uitleg 12                            | 52° 5' 3" NB, 4° 18' 55" OL | 17807 | Meer afbeeldingen                                                                         |
| Pand voorzien van gevel en versierde ingangspartij                                        | Woonhuis                 | tweede helft 18e eeuw  |           | Nieuwe Uitleg 13                            | 52° 5' 3" NB, 4° 18' 54" OL | 17808 | Meer afbeeldingen                                                                         |
| Pand voorzien van gevel en versierde ingangspartij                                        | Woonhuis                 | tweede helft 18e eeuw  |           | Nieuwe Uitleg 14                            | 52° 5' 3" NB, 4° 18' 55" OL | 17809 | Meer afbeeldingen                                                                         |
| Pand met oude gevel                                                                       | Woonhuis                 |                        |           | Nieuwe Uitleg 15                            | 52° 5' 3" NB, 4° 18' 54" OL | 17810 | Pand met oude gevel                                                                       |
| Pand met eenvoudige gevel met fraaie deur                                                 | Woonhuis                 | ca. 1800               |           | Nieuwe Uitleg 16                            | 52° 5' 4" NB, 4° 18' 54" OL | 17811 | Meer afbeeldingen                                                                         |
| Pand met gevel                                                                            | Woonhuis                 | vroeg 19e eeuw (gevel) |           | Nieuwe Uitleg 17                            | 52° 5' 4" NB, 4° 18' 53" OL | 17812 | Pand met gevel                                                                            |
| Pand met gevel                                                                            | Woonhuis                 | vroeg 19e eeuw (gevel) |           | Nieuwe Uitleg 18                            | 52° 5' 4" NB, 4° 18' 53" OL | 17813 | Pand met gevel                                                                            |
| Pand met gevel                                                                            | Woonhuis                 | vroeg 19e eeuw (gevel) |           | Nieuwe Uitleg 20                            | 52° 5' 4" NB, 4° 18' 53" OL | 17814 | Pand met gevel                                                                            |
| Pand met in latere tijd verhoogde gevel met versierde deurpartij                          | Woonhuis                 | begin 18e eeuw         |           | Nieuwe Uitleg 21                            | 52° 5' 4" NB, 4° 18' 53" OL | 17815 | Pand met in latere tijd verhoogde gevel met versierde deurpartij                          |
| Pand met gevel in Lodewijk XVI stijl met kroonlijst op gesneden consoles                  | Woonhuis                 |                        |           | Nieuwe Uitleg 22                            | 52° 5' 4" NB, 4° 18' 53" OL | 17816 | Pand met gevel in Lodewijk XVI stijl met kroonlijst op gesneden consoles                  |
| Pand met gevel in Lodewijk XVI stijl met kroonlijst op gesneden consoles                  | Woonhuis                 |                        |           | Nieuwe Uitleg 23                            | 52° 5' 5" NB, 4° 18' 53" OL | 17817 | Pand met gevel in Lodewijk XVI stijl met kroonlijst op gesneden consoles                  |
| Pand met gevel met stoep en versierde deurpartij                                          | Woonhuis                 | ca. 1750               |           | Nieuwe Uitleg 24                            | 52° 5' 5" NB, 4° 18' 53" OL | 17818 | Pand met gevel met stoep en versierde deurpartij                                          |
| Pand met gevel met stoep en versierde deurpartij                                          | Woonhuis                 | ca. 1750               |           | Nieuwe Uitleg 25                            | 52° 5' 5" NB, 4° 18' 52" OL | 17819 | Pand met gevel met stoep en versierde deurpartij                                          |
| Pand met gevel                                                                            | Woonhuis                 | eerste helft 19e eeuw  |           | Nieuwe Uitleg 26                            | 52° 5' 5" NB, 4° 18' 52" OL | 17820 | Pand met gevel                                                                            |
| Pand met gevel                                                                            | Woonhuis                 | eerste helft 19e eeuw  |           | Nieuwe Uitleg 27                            | 52° 5' 5" NB, 4° 18' 52" OL | 17821 | Pand met gevel                                                                            |
| Pand met gevel                                                                            | Woonhuis                 | eerste helft 18e eeuw  |           | Nieuwe Uitleg 28                            | 52° 5' 6" NB, 4° 18' 52" OL | 17822 | Meer afbeeldingen                                                                         |
| Pand met gevel, deur met pilasteromlijsting                                               | Woonhuis                 | 18e eeuw (gevel)       |           | Nieuwe Uitleg 30                            | 52° 5' 6" NB, 4° 18' 53" OL | 17823 | Meer afbeeldingen                                                                         |
| Pand met gevel                                                                            | Woonhuis                 | eerste helft 19e eeuw  |           | Nieuwe Uitleg 32                            | 52° 5' 6" NB, 4° 18' 54" OL | 17824 | Meer afbeeldingen                                                                         |
| Pand met gevel, deur met pilasteromlijsting                                               | Woonhuis                 | tweede helft 18e eeuw  |           | Nieuwe Uitleg 33                            | 52° 5' 7" NB, 4° 18' 54" OL | 17825 | Meer afbeeldingen                                                                         |
| Pand met gevel                                                                            | Woonhuis                 | tweede helft 19e eeuw  |           | Nieuwe Uitleg 34                            | 52° 5' 7" NB, 4° 18' 54" OL | 17826 | Meer afbeeldingen                                                                         |
| Pand met gevel, ingangsomlijsting met pilasters                                           | Woonhuis                 | vroeg 19e eeuw (gevel) |           | Nieuwe Uitleg 37                            | 52° 5' 7" NB, 4° 18' 55" OL | 17827 | Meer afbeeldingen                                                                         |